# Brooks Jensen
Benjamin Buchanan (Ranburne, 21 de agosto de 2001) es un luchador profesional estadounidense, actualmente firmado con la WWE, donde aparece en la marca NXT, y ha sido una vez Campeón en Parejas de NXT UK junto a Josh Briggs.

## Primeros años
Buchanan nació en 2001 en Ranburne, Alabama y es hijo del exluchador de WWE Barry Buchanan, quien luchó en WWE entre 1997 y 2003 bajo los nombres de ring Bull Buchanan y B².

## Carrera en lucha libre profesional
Buchanan debutó el 2 de marzo de 2019. Continuó trabajando en los territorios de lucha libre del sur de los Estados Unidos, apareciendo principalmente en promociones en Alabama y Georgia. Se convirtió en campeón de peso pesado una vez, y en varias ocasiones campeón de parejas entre 2020 y 2021.

### WWE (2021-presente)
Se anunció el 30 de agosto de 2021 que Buchanan fue uno de los seis atletas firmados para presentarse en el WWE Performance Center. Hizo su debut en el ring en el episodio del 14 de septiembre de NXT 2.0 como Brooks Jensen, formando equipo con el también novato de NXT Josh Briggs en un combate en parejas contra Imperium (Marcel Barthel & Fabian Aichner). Trabajarían como equipo durante el mes siguiente, participarían en el torneo Dusty Rhodes Tag Team Classic de 2022 y tuvieron dos luchas por el Campeonato en Parejas de NXT, pero no ganaron el torneo ni los títulos. En el episodio del 22 de junio de NXT UK, harían su debut en la marca del Reino Unido en un combate de eliminación a cuatro esquinas para ganar el vacante Campeonato en Parejas de NXT UK, lo que los convertiría en el primer equipo no europeo en ganar los títulos.
Ya en 2024, en NXT Level Up emitido el 5 de enero, derrotó a Luca Crusifino, semanas después en NXT Level Up emitido el 19 de enero fue derrotado por Scrypts, la siguiente semana en el episodio de NXT del 31 de enero, saludó a Fallon Henley en el vestuario, 2 días en NXT Level Up, se emitió cuando derrotó a Dante Chen, la siguiente semana en NXT, se encontró a Josh Briggs en el vestuario para decirle que estaba perdido sin él y Henley, pero Briggs le respondió que el mundo no gira alrededor de él, y con enojo le dijo que le crecieran las pelotas y se pusiera de pie, 2 días después en el episodio de NXT Level Up emitido el 9 de febrero, derrotó a Je’Von Evans.

## Campeonatos y logros
- Anarchy Wrestling
  - Anarchy Tag Team Championship (1 vez) - con Bull Buchanan[4][13][14]
- Southern Fried Championship Wrestling
  - SFCW Tag Team Championship (1 vez) - con Bull Buchanan[3][15][16]
- Victory Championship Wrestling
  - VCW Heavyweight Championship (1 vez)[2][17]
- WWE
  - NXT UK Tag Team Championship (1 vez) – con Josh Briggs[18][19]